# Strongylaspis migueli
Strongylaspis migueli là một loài bọ cánh cứng trong họ Cerambycidae.